# شرايين جفنية وسطية
الشرايين الجفنية الوسطية ( شرايين الجفن الداخلية ) هي شرايين في الرأس ، وعددهم اثنان : الشريان الجفني العلوي والشريان الجفني السفلي يتفرعان عن الشريان العيني، مقابل العضلة المائلة العلوية.

## صورة إضافية

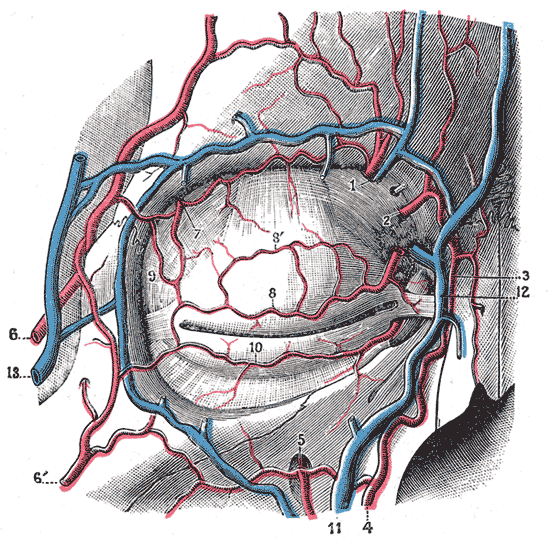
الأوعية الدموية للجفن - منظر أمامي